# Осмофіли
Осмофіли (від осмос і дав.-гр. φιλέω — люблю) — тип екстремофілів: організми, які здатні існувати у субстраті з високим осмотичним тиском.
Однак організми-осмофіли приурочені до певного середовища існування не стільки залежно від осмотичного тиску, скільки від хімічного складу середовища.
Справжніх осмофілів — організмів, однаково добре ростуть в ізоосмотичними розчинах різного хімічного складу, — не існує.
У залежності від підвищеного вмісту в субстраті якого-небудь іона й потреби в ньому організмів їх прийнято ділити на:
- Натріофіли
- Каліофіли
- Кальцефіли,
- Магніофіли,
- Фторофіли,
- Селенофіли і т. д.

У даних випадках осмотичний тиск є похідною величиною від хімічного складу середовища. При заміні субстрату, або зміні його іонного складу при збереженні осмотичного тиску зазвичай призводить до загибелі організму.
| Організм                 | Мінімальне aW |
| ------------------------ | ------------- |
| Saccharomyces rouxii     | 0.62          |
| Saccharomyces bailii     | 0.80          |
| Debaryomyces             | 0.83          |
| Saccharomyces cerevisiae | 0.90          |

Дріжджі є осмофілами, здатні розвиватися у присутності високих концентрацій цукрів.